# Eleccions legislatives d'Israel de 2003
Les eleccions legislatives d'Israel de 2003 se celebraren el 28 de gener de 2003 a Israel per a renovar els 120 membres de la Kenésset.

## Sistema electoral
L'elecció dels diputats és per un sistema de representació proporcional sense representació geogràfica amb un llindar electoral del 2%, que va pujar des de l'1,5% requerit en les eleccions anteriors.

## Resultats
| ← Eleccions a la Kenésset, 2003→ |                                           |           |        |        |        |
|                                  |                                           |           |        |        |        |
|                                  | Candidatura                               | Vots      | %      | Escons | Escons |
| 2003                             | Candidatura                               | Vots      | %      | Dif.   |        |
|                                  | Likkud                                    | 925.279   | 29,39% | 38     | +19    |
|                                  | Partit Laborista Israelià-Meimad          | 455.183   | 14,46% | 19     | -7     |
|                                  | Xinnuy                                    | 386.535   | 12,28% | 15     | +9     |
|                                  | Xas                                       | 258.879   | 8,22%  | 11     | -6     |
|                                  | Unió Nacional                             | 173.973   | 5,52%  | 7      | +3     |
|                                  | Nou Moviment - Mérets - Opció Democràtica | 164.122   | 5,21%  | 6      | -4     |
|                                  | Partit Nacional Religiós                  | 132.370   | 4,2%   | 6      | +1     |
|                                  | Judaisme Unit de la Torà                  | 135.087   | 4,29%  | 5      | =      |
|                                  | Hadaix - Ta'al                            | 93.819    | 2,98%  | 3      | =      |
|                                  | Am Ehad                                   | 86.808    | 2,76%  | 3      | +1     |
|                                  | Balad                                     | 71.299    | 2,26%  | 3      | +1     |
|                                  | Israel ba-Aliyà                           | 67.719    | 2,15%  | 2      | -4     |
|                                  | Llista Àrab Unida                         | 65.551    | 2,08%  | 2      | -3     |
|                                  | Alé Yaroq                                 | 37.855    | 1,20%  | 0      | -      |
|                                  | Herut – El Moviment Nacional              | 36.202    | 1,15%  | 0      | -      |
|                                  | Aliança Nacional Progressista             | 20.571    | 0,65%  | 0      | -      |
|                                  | Els Verds                                 | 12.833    | 0,41%  | 0      | -      |
|                                  | Total                                     | 3.148.364 | 100%   | 120    | -      |

## Conseqüències
El partit més votat fou el Likkud i fou nomenat Primer Ministre d'Israel el seu cap Ariel Xaron, en coalició amb Xinnuy i Unió Nacional, que ocupaven 60 dels 120 escons de la Knesset, i Israel ba-Aliyà amb dos escons es va fusionar al Likkud poc després. El Partit Nacional Religiós també es va unir a la coalició el 3 de març de 2003, portant el nombre d'escons que tenia fins a 68. Els partits van formar una coalició de centredreta, el primer sense formacions ultraortodoxes des de 1974.
Després dels acords de pau de 2004 el primer ministre abandonà el Likkud el 2005 per a formar el nou partit Kadima.